# Roberto Bailey
Roberto Bailey (10. srpna 1952, Honduras – 11. června 2019) byl honduraský fotbalový záložník a útočník. Zemřel 11. června 2019 ve věku 66 let během autonehody.

## Fotbalová kariéra
Byl členem honduraské reprezentace na Mistrovství světa ve fotbale 1982, ale v utkání nenastoupil. Na klubové úrovni hrál za CD Victoria a CD Marathón.